# 張瀞分
張瀞分（1943年1月21日—），臺灣政治人物，中國國民黨籍，現任臺中市議員，外號「豐原媽祖婆」。
張瀞分於1978年首次參選，當選豐原市代表。4年後又當選第10屆台中縣議會議員，她是第10-15屆台中縣議會議員。2005年，張瀞分當選豐原市市長。2010年臺中縣市合併後，張瀞分從末任豐原市市長變成首任臺中市豐原區區長。2014年九合一選舉、2018年九合一選舉、2022年九合一選舉期間都當選臺中市第四選舉區的台中市議員。

## 軼事
- 2022年成功連任時，張瀞分以79歲成為台灣年紀最長的議員。[6]